# Det libyske overgangsråd
Det libyske overgangsråd (arabisk: المجلس الوطني الإنتقالي (al-Majlis al-Waṭanī al-'Intiqālī) engelsk: National Transitional Council of Libya eller Transitional National Council), forkortet TNC er en Benghazibaseret regering, etableret 26. februar 2011 under oprøret i Libyen 2011 som en opposition til Muammar al-Gaddafi styre. Rådet bruger navnet Den libyske Republik på staten, den hævder at repræsentere. Rådets formand er Mustafa Abd al-Jalil, mens viceformanden er 'Abd al-Hafiz Ġuqa og formanden for rådets udøvende gren er Mahmud Jibril. Det libyske overgangsråd kontrollerede i begyndelsen den østlige del af Libyen, mens Gaddafis styrker kontrollerede den vestlige del. Rådet erklærede 5. marts 2011 at være den eneste regering, der repræsenterede det libyske folk, hvilket er anerkendt af 32 lande, mens andre lande har uformelle relationer med rådet, selvom Gaddafis styre fortsat havde kontrol over dele af Libyen.
26°03′N 18°12′Ø / 26.05°N 18.2°Ø